# Тухиња
Тухиња (слч. Tuchyňa) насељено је мјесто са административним статусом сеоске општине (слч. obec) у округу Илава, у Тренчинском крају, Словачка Република.

## Становништво
| Година:    | 1994. | 2004.   | 2014. | 2024.    |
| ---------- | ----- | ------- | ----- | -------- |
| Број људи: | 742   | 779     | 779   | 866      |
| Разлика:   |       | +4,98 % | +0 %  | +11,16 % |

| Година:    | 2023. | 2024.   |
| ---------- | ----- | ------- |
| Број људи: | 862   | 866     |
| Разлика:   |       | +0,46 % |

Према подацима о броју становника из 2024. године насеље је имало 866 становника.